# Palacio presidencial de Taipéi
El Palacio presidencial de Taipéi o el Palacio presidencial (en chino: 總統府; o la "Oficina del Presidente de la República de China"; 中華民國總統府) alberga la sede del gobierno de la República de China (Taiwán). El edificio, ubicado en el distrito Zhongzheng en la capital nacional de Taipéi, República de China, fue diseñado por el arquitecto Uheiji Nagano durante el período de la ocupación japonesa de Taiwán (1895-1945). La estructura era la sede de la Oficina del Gobernador General de Taiwán. Dañado en los bombardeos aliados durante la Segunda Guerra Mundial, el edificio fue restaurado después de la guerra por Chen Yi, el gobernador general de la provincia de Taiwán. Se convirtió en la Oficina Presidencial en 1950 después de que la República de China perdió el control de la China continental y se trasladó la capital del país a la ciudad de Taipéi al final de la guerra civil china.